# Режим найбільшого сприяння торгівлі
Режим найбільшого сприяння торгівлі (режим найбільш сприятливої нації) — економічний і юридичний термін, що означає встановлення в міжнародних договорах і угодах положень, у яких кожна з договірних сторін зобов'язується надати іншій стороні, її фізичним і юридичним особам щонайменше сприятливі умови в галузі економічних, торгових та інших відносин, які вона надає або надасть у майбутньому будь-якій третій державі, її фізичним чи юридичним особам.
Передбачає подання митних пільг, а також переваг щодо внутрішніх податків і зборів, якими оподатковується виробництво, обробка та обіг імпортованих товарів тощо.
Застереження найбільшого сприяння виникло в торгових договорах порівняно пізно. Вихідною точкою в історії торгівлі було не прагнення боротися з конкурентами на рівних підставах, а бажання взагалі не допускати жодної конкуренції. Під знаком такої виняткової монополії розвивалася торгівля багато століть. Зачатки режиму найбільшого сприяння, як стверджує у своїй книзі «Міжнародні торгові договори» російський історик економічних відносин І. М. Кулішер, йдуть у глибину століть і, зокрема, беруть свій початок у «капітуляціях» Туреччини, яка дала особливі привілеї спочатку венеціанським купцям в 1535, а згодом у 1675—1680 в аналогічному обсязі дарувала їх Англії та Голландії, тим самим встановивши між ними повну рівність.
Застереження щодо режиму найбільшого сприяння, тобто положення про його взаємне уявлення, зазвичай включаються до текстів міждержавних торгово-економічних договорів. Будь-які вилучення з режиму найбільшого сприяння, як і сам режим, встановлюються в договірному порядку. Найбільш типове вилучення цього — становище, що передбачає особливий порядок регулювання прикордонної торгівлі (див. національний режим).
У 1964 на I сесії Конференції ООН з торгівлі та розвитку в Женеві схвалено принцип, згідно з яким «міжнародна торгівля має бути взаємовигідною і проводитися на основі режиму найбільшого сприяння…». Значення режиму найбільшого сприяння наголошено й у Заключному акті Наради у Європі. У рамках ООН приділяють велику увагу кодифікації норм, що належать до режиму найбільшого сприяння. Так, Комісією міжнародного права розроблено проєкт статей щодо режиму найбільшого сприяння.